# 840 هـ
840 هـ هي سنة في التقويم الهجري امتدت مقابلةً في التقويم الميلادي بين سنتي 1436 و1437.

## مواليد
- ابن المبرد
- إبراهيم بن علي الكفعمي

## وفيات
- عصمة البخاري
- قاضي زاده الرومي
- ابن المرتضى
- ابن العرندس الحلي